# Vattenaktivitet
Vattenaktivitet, betecknas ofta aw, är en fysikalisk storhet som bland annat används inom livsmedelsteknik och byggnadsfysik vid bedömning av risk för bakterie- och mögelbefall.

## Definition
Vattenaktiviteten anges som förhållandet mellan ångtrycket över materialet (pm) och ångtrycket över rent vatten (p0), vid samma temperatur och tryck.
{\displaystyle a_{w}={\dfrac {p_{m}}{p_{0}}}}
En annan definition är den relativa luftfuktigheten, angett som decimalbråk, som ett material står i jämvikt med.
Ett material med vattenaktiviteten 0,75 kommer att ta upp vatten från luft med högre relativ fuktighet (Φ) än 75% och avge vatten till luft med Φ lägre än 75%.

## Användningsområden
Ett sätt att förlänga en produkts hållbarhet är genom att sänka vattenaktiviteten, dvs. genom att ta bort (torkning) eller binda vatten (saltning och sockerkonservering).
I oljor beror vattenaktiviteten av mängden vatten som redan lösts i oljan. Mätning av vattenaktivitet ger därför en bild av oljans fukthalt i förhållande till mättnadshalten.